# プロテスタントの労働倫理
プロテスタントの労働倫理（プロテスタントのろうどうりんり）またはピューリタンの労働倫理は、マックス・ウェーバーによる社会学、経済学、歴史学の概念である。天職としての仕事に励むことの必要性、現世での成功、（キリスト教による）魂の救済、ということが強調されており、カルヴァン主義の概念に基づいている。
マルティン・ルターをはじめとするプロテスタントによって、個人と社会全体の利益のために現世で労働に励むことを再概念化することが議論された。そのようにして、カトリック教会における概念である「善行」は、神の恵みの兆候としての労働に対する勤勉性へと明白に変化した。
カトリックは「善行」とは未来の出来事から救済されるためにカトリックにとって必要なことであると教えており、改革派教会は「善行」とはすでに救済を受け入れていることのただの結果だと教えていた。